# 이원도 (1821년)
이원도(중국어 정체자: 李元度, 병음: Li Yuandu, 1821년 ~ 1887년)는 청나라 말기 상군의 지휘관이자, 학자이다. 자는 차청(次青)이다.

## 생애
호남성 평강현 사단촌(沙塅村) 출신이다. 아버지는 두부를 팔았고, 가난한 가정에서 자랐다. 18세에 수재(秀才)가 되었고, 23세에 거인이 되어 검양현의 유학의 교사가 되었다.
1853년, 침주의 주학 훈도가 되었다. 태평천국이 유학을 비난하는 것에 분노, 형양에 있던 상군 증국번의 휘하로 들어갔다. 그는 평강으로 모집한 병력 500명과 함께 참여했다. 증국번은 2년간 군사 훈련을 시켰지만, 장사의 정항진(靖港鎭)에서 참패를 당하자 증국번은 이원도에 유서를 남기고 강물에 몸을 던져 자살하려고 했지만, 이원도는 증국번을 건져 올리며 달랬다. 증국번은 감동의 나머지 조카딸과 결혼시켰다. 1856년 8월, 태평천국의 당정재가 이끄는 수군이 파양호에서 상군을 포위했고, 증국번은 다시 자살을 시도했지만, 이때도 이원도가 말렸다.
1860년, 양강총독이 된 증국번은 이원도에 명하여 휘주에 주둔한 상군의 사령부가 있는 기문을 단단히 지키고자 했다. 그러나 태평천국군은 10만 병력을 이끌고 휘주를 공격하였고, 이원도는 하마터면 죽을 뻔했던 곳을 탈출했다. 그는 휘주 방어 명령을 제대로 수행하지 못한 사유로 증국번에게 탄핵되어 면직되었다. 여기에는 증국번과 사이가 좋지 못한 절강순무 왕유령을 구출하려고 해서 증국번의 분노를 샀던 것도 한 원인이 되었다고 한다.
1866년, 이원도는 의용군 2천 명을 이끌고 귀주성에서 소수민족의 반란을 진압하기 위해 참전했다. 그 전공으로 인해 운남 안찰사로 임명되었다.
1884년, 청불전쟁이 발발하자 팽옥린의 요구로 광동성 방어를 담당했다.
1887년, 귀주 포정사로 승진했지만, 재직 중에 병사했다.

## 저서
저서로는 다음과 같인 것들이 있으며, 높은 학술적 가치를 갖고 있다고 평가 받는다.
- 《국조선정사략》 (國朝先正事略)
- 《호남성지》 (湖南省志)